# Markaz al Fashn
Markaz al Fashn (arabiska: مركز الفشن) är en region i Egypten.   Den ligger i guvernementet Beni Suef, i den centrala delen av landet, 150 km söder om huvudstaden Kairo.